# Fabrizio Pasqua
Fabrizio Pasqua (Nocera Inferiore, 7 novembre 1982) è un dirigente sportivo ed ex arbitro di calcio italiano.

## Carriera
Inizia la sua carriera nel 1998 presso la sezione di Tivoli, dalla stagione 2017-2018 è stato inserito nella CAN A. Il 17 luglio 2021 viene squalificato per 16 mesi dalla Commissione disciplinare dell'associazione italiana arbitri.
Il suo esordio in Serie A è avvenuto l'11 maggio 2013, in Catania-Pescara (1-0), coadiuvato dagli assistenti Maurizio Liberti e Giovanni Colella, il 4º ufficiale Alessandro Giallatini e gli arbitri di porta Marco Di Bello e Francesco Castrignanò.
In precedenza aveva diretto 42 gare in Prima Divisione e 25 in Seconda Divisione.

### Serie D e Lega Pro
Viene promosso dopo 2 anni e 34 partite in Can Pro al termine della stagione 2007-2008 grazie all'allora responsabile Matteo Apricena. La stagione culmina con i play-out di andata del 18 maggio 2008 tra Verucchio-Castellana e di ritorno il 25 maggio 2008 tra Olympia Agnonese-Narnese. Verrà inoltre designato per la finale di Poule Scudetto il 9 giugno 2008 tra i campioni d'Italia dell'Aversa Normanna-Cosenza.
In C.A.N. PRO, con a capo il commissario Giancarlo Dal Forno esordirà in Seconda Divisione solo nella 13ª giornata il 23 novembre 2008 nella gara Alghero-Sambonifacese. Terminera l'annata avara di soddisfazioni con sole 8 gare dirette tutte in Seconda Divisione.
Nella stagione 2009-2010 a capo della commissione arriva Stefano Braschi. L'esordio in Prima Divisione avviene l'11 ottobre 2009 nella gara Monza-Alessandria. La stagione terminerà con la direzione di 8 gare di Prima Divisione e 7 di Seconda Divisione e con la direzione della finale del Campionato Primavera 2009-2010 l'8 giugno 2010 tra Empoli-Genoa.
Nella stagione 2010-2011 a capo della commissione arriva Stefano Farina, dirige 13 gare di Prima Divisione, 4 di Seconda Divisione e la semifinale di ritorno di play-off del girone A di Seconda Divisione tra FeralpiSalò-Renate.
La quarta e ultima stagione termina con la direzione di 17 gare di Prima Divisione e 5 di Seconda Divisione, la gara di andata di play-out del girone A di Prima Divisione tra Pavia-Spal, la semifinale di ritorno di play-off del girone A di Prima Divisione tra Carpi-Sorrento, la finale di andata di play-off del girone B di Prima Divisione tra Lanciano-Trapani e la finale di ritorno di play-off del girone A di Prima Divisione tra Pro Vercelli-Carpi.

### Serie B
Può vantare nel suo palmarès anche alcune esperienze all'estero. Nel luglio 2012 è stato designato per la Manchester United Premier Cup, disputatasi a Shanghai insieme al collega Eugenio Abbattista di Molfetta.
L'esordio in Serie B avviene il 1º settembre 2012 nella gara Lanciano-Varese. Termina la stagione con 14 gare di Serie B e 1 di Serie A.
La seconda stagione inizia all' 8 di campionato Serie B, a causa di un infortunio, con la gara Carpi-Cittadella. Termine la stagione con 16 gare disputate.
Nella stagione 2014-2015 a capo della commissione arriva Stefano Farina, dirige 20 gare di Serie B e 2 di Serie A e la semifinale di andata dei play-off tra Avellino-Bologna. Viene nominato "miglior giovane 2014-2015" (assegnato al miglior arbitro della Serie B) al Premio Sportilia.
Il 27 maggio 2017 ritira presso la sezione di Bologna il Premio Giorgio Bernardi quale miglior arbitro debuttante nella massima serie.
L'8 giugno 2017 è designato per dirigere la finale di ritorno dei play-off di serie B 2016-2017 tra Benevento e Carpi che vede il passaggio del Benevento in Serie A (1-0)
Il 1º luglio 2017 viene promosso in CAN A..

### Serie A
Nella stagione 2017-2018 arriva a capo della commissione Nicola Rizzoli, dirige 15 gare di Serie A e 2 di gare di Coppa Italia.
Nella stagione 2018-2019 dirige 19 gare di Serie A e 3 di gare di Coppa Italia tra cui Atalanta e Juventus.
Il 27 maggio 2019 ritira presso il Salone d'onore del Coni di Roma il Premio Stefano Farina quale miglior arbitro emergente nella massima serie.

### Serie A e Serie B
Il 1º settembre 2020 viene inserito nell'organico della CAN A-B, nata dall’accorpamento di CAN A e CAN B: dirigerà sia in Serie A che in Serie B. Nella stagione 2020-2021 viene designato in 12 partite del massimo campionato e per 3 in cadetteria.
Il 9 marzo 2022 il Collegio di garanzia del CONI respinge la richiesta di revisione e conferma la sospensione di 14 mesi stabilita il 17 ottobre 2021 dalla Commissione disciplinare d’appello dell'Associazione Italiana Arbitri, che culmina con la dismissione dall'organico del fischietto di Tivoli con decorrenza dal 1º luglio seguente. Conclude la carriera con 68 gare dirette in Serie A e 91 in Serie B.

### Post Serie A
Il 21 dicembre 2022 si diploma a Coverciano come osservatore FIGC, a cui segue quello da direttore sportivo e quello da Referee manager
A partire dalla stagione 2024-2025, si dimette dall'AIA e diventa dirigente per il Venezia.
Nella stagione 2025-2026, diventa Team Manager del Venezia. 